# 伊藤毅 (弁護士)
伊藤 毅（いとう　たける、1971年 - ）は、日本の弁護士（東京弁護士会所属）。
外資系法律事務所等を経て、ルールメイキング／スキームメイキングに特化したフレックスコンサルティングを創設。

## 来歴
- 1996年3月、早稲田大学大学院法学研究科修士課程（商法専攻）終了。
- 1999年4月、弁護士登録。
- 2010年10月、フレックスコンサルティング代表取締役

## 著作
- 『ルールの世界史』日経BP　2021年11月